# Jorge Canifa Alves
Jorge Canifa Alves (Mindelo, 24 luglio 1972) è uno scrittore capoverdiano naturalizzato italiano.
Ha pubblicato per diverse riviste italiane e capoverdiane. È autore di Racconti in Altalena; Il Bacio della Sfinge; Claridade: la coscienza illuminata di Capo Verde; Krono's 90: poesie in bianco, nero e grigio; Gli Affamati; Il salto dello scorpione.

## Biografia
Jorge Canifa Alves è nato nel 1972 nella città di Mindelo, isola di São Vicente, arcipelago di Capo Verde; attualmente vive in Italia.
Nella sua ispirazione letteraria le due appartenenze, quella italiana e quella capoverdiana, convivono: "due culture sono meglio di una, hai un orizzonte più ampio, più possibilità di scelta".
I suoi racconti sono stati pubblicati sulle riviste "Il giornale di Peter Pan", "Caffè" e nelle antologie Memoria in valigia (Fara Editore, 1997), Capo Verde: Nove Isole e un Racconto Disabitato (Edizioni Le Lettere, 2000), Libera o liberata (Il Leccio Editore 2002), Italiani per vocazione (Cadmos Editore, 2005) e Lo Sguardo dell'Altro (Mangrovie Edizioni, 2008). Ha pubblicato, nel 2005, Racconti in altalena (Edizioni dell'Arco), nel 2009 per la Fuoco Edizioni Il Bacio dell Sfinge e nel 2011 Claridade: la coscienza illuminata di Capo Verde (Fuoco Edizioni). Esce nell'agosto del 2012 la sua prima raccolta di poesie con la casa editrice Freccia d'oro: "Kronos'90: poesie in bianco, nero e grigio". È del 2014 la pubblicazione dell'opera teatrale Gli Affamati portata in scena nel 2006 dal gruppo teatrale, da lui stesso messo insieme, denominato RAIZ LONGE.
Dal 2005 collabora con il gruppo dei poeti Apollo 11.
È stato dal 2004 al 2007 vice presidente della Consulta per il V municipio di Roma per l'emigrazione e per diversi anni presidente dell'associazione culturale Tabanka Onlus.
Trasferitosi in Spagna nel 2009 ritorna in Italia a fine 2011. Vive attualmente a Roma occupandosi di migrazione e teatro.

## Opere
- Racconti in altalena, Edizioni dell'Arco, 2006
- Il Bacio della sfinge, Fuoco Edizioni, 2008
- Claridade. La coscienza illuminata di Capo Verde, Fuoco Edizioni, 2011
- Kronos'90: poesie in bianco neo e grigio , frecciadoro edizioni, 2012
- Gli Affamati, autoproduzione, 2014
- Il salto dello Scorpione, autoproduzione, 2014

## Argomenti dei testi

### Racconti in altalena
Vivo nella città Caput Mundi, non perché domini il mondo ma perché in essa si incontra il mondo. Da quando vivo nella capitale romana (dal novembre 1996), non ho fatto altro che incontrarmi con cittadini provenienti da ogni parte del mondo… con molti di loro sono cresciuto artisticamente parlando, con altri sono cresciuto come uomo. È una cosa meravigliosa avere amici con cui non condividi niente: si hanno più storie da raccontarsi, più voglia di ascoltarsi.
È una cosa meravigliosa avere amici con cui puoi condividere il meraviglioso gioco dell'altalena: con una spinta sei li in una parte sconosciuta del mondo, poi torni indietro sul tuo territorio di partenza, e un attimo dopo sei in un altro contesto culturale… Non avere una mentalità chiusa, non avere un'altalena ferma è il segreto per una pacifica convivenza, è il segreto che permette di continuare il gioco dell'altalena. (quarta di copertina)

### Il Bacio della sfinge
Il Bacio della Sfinge rappresenta un'occasione per raccontare il mondo capoverdiano dentro e fuori l'Arcipelago, da diversi punti di vista: quello fantasy dove un pirata cerca di salvare una forchetta dall'annegamento; quello reale dove una giovane immigrata, appena arrivata in Italia, si nutre di tè e biscotti perché non riesce a mangiare "italiano"; quello sportivo dove un gruppo di giovani della seconda generazione compie l'impresa storica di vincere un'importante torneo di calcio; quello fiabesco fatto di animali parlanti, di aereo-tram volanti e di un regno fatto di "bionde bollicine". Il libro diventa occasione anche per parlare di grandi temi come l'inquinamento ambientale in Africa, l'emigrazione e l'immigrazione, l'intolleranza razziale verso i Rom. La Sfinge è così un bacio per tutte le età, per tutti quelli che vogliono conoscere l'altro (in questo caso "capoverdiano") nel suo dolore, nel suo divertimento... nel suo essere vivo! (seconda di copertina)

### Claridade. La coscienza illuminata di Capo Verde
Capo Verde 1936. Sedotti dall'argomento capoverdiano, cinque giovani intellettuali capoverdiani, Baltasar Lopes, Manuel Lopes, Jorge Barbosa. Jaime de Figueiredo e João Lopes (Baltasar Lopes fa il nome di un sesto claridoso, almeno come elemento iniziale del gruppo: Manuel Velosa), iniziando questo cammino, si sforzarono di produrre una pubblicazione non solo rivolta alla realtà dell'arcipelago ma frutto dell'arcipelago stesso, non solo in grado di alimentare le giovani menti, ma capace di mostrarsi in tutta la sua interezza al mondo esterno.
Capire e rivelare Capo Verde nella sua piena capoverdianità vuol dire ampliare le aree di esperienza dell'artista, ma significa anche capire le angustie, i conflitti, le inquietudini del capoverdiano, inteso come essere definibile in relazione a una congiunzione concreta di eventi geografici, economici, sociali.

### Kronos ‘90: Poesie in bianco, nero e grigio
Krono'90 è una selezione di poesie scritte, la maggior parte, negli anni novanta. Comprende tre quadri di tre colori differenti: il bianco, il grigio e il nero. Questo trittico è composto da quattro temi: una selezione de “Le Nuvole”; da “L'Onda” e “Le Tentazioni” ed, infine, da “VersAFRICAndo”. “Le Nuvole nascono nell'adolescenza tirate su dal solo desiderio di liberare la mia anima poetica. Esse sanno molto di classicismo greco, latino, di neoclassicismo, di romanticismo, e di quant'altro offerto dalla cultura classica; le poesie dell'anima “bianca”, rappresentano la ricerca di qualcosa di indefinito, forse anche, imitazione. Esse sono la leggerezza dell'anima rivestita di pizzi e merletti. Il “grigio” ha la parte del leone perché il mondo di domani avrà quest'anima: grigia, creola, meticcia, perché rappresenta la libertà, di aver in sé due culture al prezzo di una, due culture da coltivare insieme, ma anche separatamente, senza rompere comunque gli equilibri dell'animo, forse disorientando le anime ignoranti monoculturali. Il “grigio” non è grigio e basta, come lo è il bianco, come lo è il nero, ma è anche grigio chiaro, grigio scuro, cenere e tutte le altre sue sfumature. Intanto durante questa celebrazione del “grigio” e delle sue sfumature, qualche voltal'altalena tra il bianco e il nero resta vivo con la raccolta “VersAFRICAndo”.

### Gli affamati
Una terribile carestia ha colpito un intero arcipelago... 40.000 persone sono morte di fame... molti sono quelli colpiti dalla pazzia!
Nel mondo la follia degli uomini ha condotto alla Seconda guerra mondiale. La guerra è stata la principale causa di tale carestia
che ha generato pazzia nelle menti di quelli che, pur non avendo combattuto, ne hanno subito le conseguenze negative.
Uomini, donne, bambini, vecchi, tutti a ridosso di un porto in attesa di un mercantile americano che forse non giungerà
mai. La mancanza d'acqua fa il resto: non crescono i frutti e la gente, nel tentativo di sopravvivere, devasta anche le
proprietà private alla ricerca anche solo di una patata marcia da mangiare! Nella difesa della proprietà anche l'uomo più
onorevole perde la ragione e cede alla pazzia. Così uno degli anziani in scena, colpito dalla pazzia, inizia la sua
personale battaglia contro quelli che crede demoni e arriva ad uccidere la propria figlia.